# وستانیک ماروخیان
وُستانیک زاونی ماروخیان (ارمنی: Ոստանիկ Զավենի Մարուխյան؛ زادهٔ ۴ مارس ۱۹۴۶) استاد دانشگاه، سیاستمدار و مهندس اهل ارمنستان است که از ژوئن ۲۰۰۶ تا سپتامبر ۲۰۱۱ رئیس دانشگاه پلی‌تکنیک ارمنستان و از سال ۲۰۰۳ تا ۲۰۰۷ نماینده دوره سوم مجلس ملی جمهوری ارمنستان، عضو کامل آکادمی مهندسی و رئیس مهندسی برق گرمایی و حفاظت از محیط‌زیست دپارتمان مهندسی قدرت SEUA بود.

## زندگی‌نامه
وی در ۴ مارس ۱۹۴۶ در ایروان به دنیا آمد و از سال ۱۹۶۴ تا ۱۹۶۹ در دانشکده مهندسی برق انستیتو پلی‌تکنیک کارل مارکس ایروان تحصیل نمود. وی همچنین برندهٔ جوایزی همچون نشان آنانیا شیراکاتسی شده‌است.

## خانواده
وی متأهل هست، همسرش امیلیا میناسیان مهندس برق است.